# Соколовское сельское поселение (Мглинский район)
Соколовское сельское поселение — упразднённое муниципальное образование в южной части Мглинского района Брянской области. Административный центр — село Соколовка.
Образовано в результате проведения муниципальной реформы в 2005 году, путём слияния дореформенных Соколовского и Бурчаковского сельсоветов.
Законом Брянской области от 8 мая 2019 года были упразднены Беловодское, Высокское, Соколовское сельские поселения, все включённые в Симонтовское сельское поселение.

## Население
| 2010 | 2011 | 2012 | 2013 | 2014 | 2015 | 2016 |
| ---- | ---- | ---- | ---- | ---- | ---- | ---- |
| 722  | ↘716 | ↘705 | ↘685 | ↘649 | ↘642 | ↘605 |
| 2017 | 2018 | 2019 |      |      |      |      |
| ↘591 | ↘580 | ↘564 |      |      |      |      |

## Населённые пункты
| №  | Населённый пункт | Тип     | Население |
| -- | ---------------- | ------- | --------- |
| 1  | Борец            | посёлок | ↘4        |
| 2  | Бурчак           | деревня | ↘76       |
| 3  | Войтовка         | деревня | ↗128      |
| 4  | Дунаевщина       | посёлок | →3        |
| 5  | Зимодровка       | деревня | ↘8        |
| 6  | Конопаковка      | деревня | ↘51       |
| 7  | Лайковка         | деревня | →3        |
| 8  | Новая Жизнь      | посёлок | →6        |
| 9  | Помазовка        | деревня | ↗24       |
| 10 | Резуновщина      | посёлок | ↗23       |
| 11 | Соколовка        | село    | ↘263      |
| 12 | Черноводка       | деревня | ↘96       |